# Mentigi
Mentigi is een bestuurslaag in het regentschap Belitung van de provincie Bangka-Belitung, Indonesië. Mentigi telt 1320 inwoners (volkstelling 2010).